# Graphogaster spoliata
Graphogaster spoliata là một loài ruồi trong họ Tachinidae.